# James Darren
James Darren; właściwie James William Ercolani (ur. 8 czerwca 1936 w Filadelfii, zm. 2 września 2024 w Los Angeles) – amerykański aktor, reżyser i piosenkarz.

## Życiorys
Urodził się w Filadelfii w stanie Pensylwania jako syn Virginii Delores i Williama Roberta Ercolaniego. Jego rodzina była pochodzenia włoskiego. Jego młodszy brat John Joseph (ur. 15 grudnia 1937) został także aktorem.
Studiował aktorstwo w Nowym Jorku u Stelli Adler. W 1956 podpisał długoterminowy kontrakt z Columbia Pictures. Zadebiutował w roli Jimmy’ego Śmigelskiego w niskobudżetowym dramacie kryminalnym noir klasy B Rumble on the Docks (1956). Występ Darrena został dobrze przyjęty i otrzymał wiele listów od fanów – w studiu był drugim po Kim Novak. Darren z czasem zajął się reżyserią, w tym odcinków seriali telewizyjnych Drużyna A (1986), Detektyw Hunter (1987–1991), Tequila i Bonetti (1992), Strażnik Teksasu (1993), Renegat (1994), Bez przeszłości (1995), Beverly Hills, 90210 (1996), Savannah (1996–1997) czy Melrose Place (1996–1997).
W 1955 zawarł związek małżeński z Glorią Barbarą Terlitzsky, a którą miał syna Jamesa Williama „Jima” Jr. (ur. 3 grudnia 1956). 25 czerwca 1959 doszło do rozwodu. 6 lutego 1960 ożenił się z Miss Danii 1958 Evy Norlund. Mieli dwóch synów – Christiana i Anthony’ego.
Zmarł 2 września 2024 w Los Angeles w Kalifornii w wieku 88 lat.

## Filmografia
- 1961: Działa Navarony jako szeregowy Spiro Papadimos
- 1964: Miś Yogi: Jak się macie – Misia znacie? jako Miś Yogi („Ven-e, Ven-o, Ven-a”) (śpiew)
- 1965: Flintstonowie jako Jimmy Darrock (głos śpiewający)
- 1976: Sierżant Anderson jako Rick Matteo
- 1977: Aniołki Charliego jako David Barzak
- 1978–1979: Hawaii Five-O jako Johnny Munroe
- 1981: Statek miłości jako Tony Steeter
- 1992: Renegat jako Lou Delgado
- 1997: Diagnoza morderstwo jako radny Matthew Watson
- 1998–1999: Star Trek: Stacja kosmiczna jako Vic Fontaine
- 1999: Melrose Place jako Tony Marlin

## Dyskografia

### Single
- Gidget (1959)
- Angel Face (1959)
- Because They're Young (1960)
- Goodbye Cruel World (1961)
- Her Royal Majesty (1962)
- Conscience (1962)
- Mary’s Little Lamb (1962)
- Hail to the Conquering Hero (1962)
- Pin a Medal on Joey (1963)
- Because You're Mine (1965)
- All (1967)
- Didn't We (1967)
- You Take My Heart Away (1977)

### Albumy
- James Darren No. 1 (1960)
- Sings the Movies (1961)
- Love Among the Young (1962)
- Sings for All Sizes (1962)
- Bye Bye Birdie (1963)
- Teen-Age Triangle (1963)
- More Teen-Age Triangle (1964)
- All (1967)
- Mammy Blue (1971)
- Love Songs from the Movies (1972)
- The Best of James Darren (1994)
- This One's from the Heart (1999)
- Because of You (2001)